# NGC 901
NGC 901 é uma galáxia  localizada na direcção da constelação de Aries. Possui uma declinação de +26° 33' 24" e uma ascensão recta de 2 horas, 23 minutos e 34,0 segundos.
A galáxia NGC 901 foi descoberta em 5 de Setembro de 1864 por Albert Marth.